# Deidenberg
Deidenberg is een woonkern in de deelgemeente Amel, van de Duitstalige gelijknamige gemeente in de Belgische provincie Luik.

## Bezienswaardigheden
- Heilige-Familiekerk
- Hallbacher Mühle

## Nabijgelegen kernen

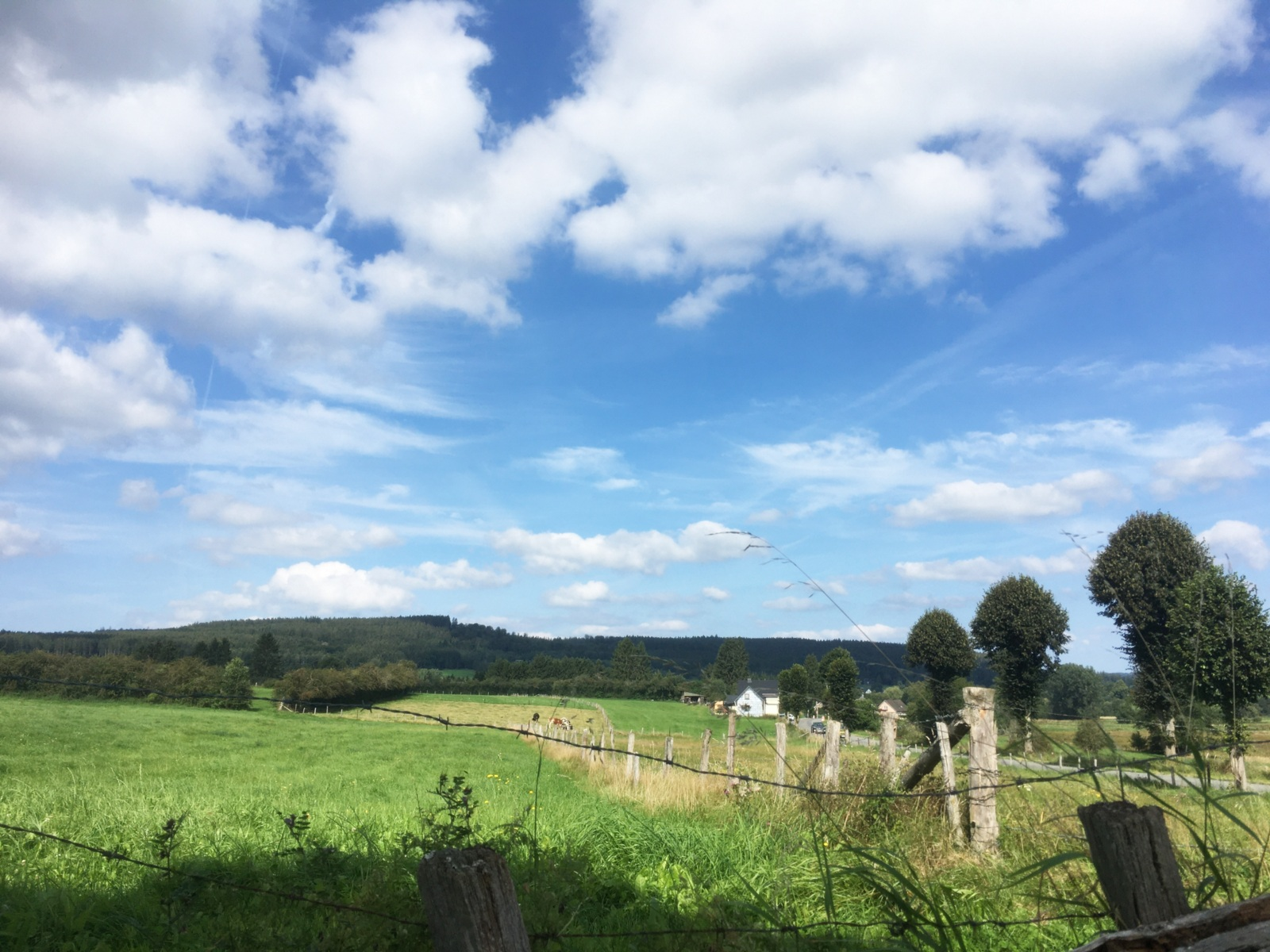
Zicht vanuit Deidenberg naar de Wolfsbusch

Amel, Born, Montenau, Eibertingen
Deelgemeenten: Amel · Heppenbach · Meyerode

Overige kernen: Born · Deidenberg · Eibertingen · Halenfeld · Hepscheid · Herresbach · Iveldingen · Medell · Mirfeld · Möderscheid · Montenau · Schoppen · Valender · Wereth

Belgische gemeenten · Duitstalige Gemeenschap · Arrondissement Verviers · Luik · Wallonië